# 프랑수아 퓌레
프랑수아 퓌레(François Furet, 1927년 3월 27일 – 1997년 7월 12일)는 프랑스 역사가로 프랑스 혁명에 관한 그의 저서로 알려져 있다.
퓌레의 주요 관심사는 프랑스 혁명이었다. 초기 작업은 18 세기 부르주아지의 사회사였지만 1961년 이후 그의 초점은 혁명으로 바뀌었다. 마르크스주의 역사가들이 프랑스 혁명을 해석하는 방식에 대한 비판적인 재평가를 수행했다. 그는 계급투쟁의 한 형태로서 프랑스 혁명에 관한 마르크스주의자들의 해석에 도전한 수정주의 학파의 지도자가 되었다.
저서 중 다른 주요 주제는 혁명의 정치사에 대한 초점과 혁명의 사회 경제사에 대한 상대적 관심 부족에 관한 것이었다.
퓌레는 볼셰비즘과 파시즘은 폭력과 억압의 관점에서 전체주의 쌍둥이라고 생각했다.